# Alternativní metody v léčbě rakoviny
Alternativní léčba rakoviny označuje jakoukoli léčbu rakoviny, kde se nepoužívají zásady medicíny založená na důkazech. Patří sem speciální diety a cvičení, chemické látky, byliny, přístroje a manuální postupy. Většina alternativních způsobů léčby rakoviny nemá kvalitní důkazy podporující jejich účinnosti. U některých z nich byly vyjádřeny obavy ohledně jejich bezpečnosti, u některé jsou v určitých podmínkách nebezpečné. Přesto se na celém světě používá mnoho neověřených a nevyvrácených léčebných postupů. Propagace nebo uvádění takových léčebných postupů na trh je ve většině vyspělých zemí nezákonné.
Alternativní způsoby léčby rakoviny se obvykle staví do kontrastu s experimentálními způsoby léčby – vědecky podloženými léčebnými metodami – a doplňkovými způsoby léčby, což jsou neinvazivní postupy používané v kombinaci s konvenční léčbou. Všechny schválené léky na chemoterapii byly před dokončením testování bezpečnosti a účinnosti považovány za experimentální léčbu.
Od konce 19. století lékařští vědci zavedli moderní léčbu rakoviny díky vývoji chemoterapie, radioterapie, cílené léčby a zdokonalených chirurgických technik. V roce 2019 zemřelo ve Spojených státech do pěti let od stanovení diagnózy pouze 32,9 % pacientů s rakovinou. Navzdory své účinnosti je mnoho konvenčních léčebných postupů doprovázeno celou řadou vedlejších účinků, včetně bolesti, únavy a nevolnosti. Některé vedlejší účinky mohou být dokonce život ohrožující. Mnozí zastánci alternativní léčby tvrdí, že ve srovnání s konvenční léčbou je její účinnost vyšší a vedlejší účinky nižší. Retrospektivní kohortová studie však ukázala, že u pacientů, kteří užívali alternativní léčbu místo konvenční, byla 2,5krát vyšší pravděpodobnost úmrtí do pěti let.
Většina alternativních způsobů léčby rakoviny nebyla testována v řádných klinických studiích. Kvalita studií, které byly publikovány, je často nízká. Přehled 196 klinických studií z roku 2006, které se zabývaly nekonvenčními způsoby léčby rakoviny, zjistil, že chybí testování v rané fázi, dávkovací režimy jsou málo odůvodněné a statistické analýzy jsou nedostatečné. Tyto druhy léčby se v historii objevovaly a zase mizely.

## Terminologie
Doplňková (komplementární) a alternativní léčba rakoviny se často sdružují do jedné skupiny, zčásti proto, že Kongres Spojených států amerických přijal výraz „doplňková a alternativní medicína“ (CAM).
Komplementární léčby se používají ve spojení s osvědčenou běžnou léčbou. Bývají pro pacienta příjemné, nezahrnují látky s farmakologickými účinky, jsou levné a jejich cílem je spíše léčba vedlejších účinků než zabíjení rakovinných buněk. Lékařská masáž a autohypnóza k léčbě bolesti jsou příklady doplňkové léčby.
Přibližně polovina praktiků poskytujících komplementární léčbu, jsou lékaři, i když se jedná spíše o praktické lékaře než o onkology. Až 60 % amerických lékařů doporučilo své pacienty k nějakému komplementárnímu lékaři. Zatímco konvenční lékaři by měli být vždy informováni o všech komplementárních léčbách, které pacient užívá, mnoho lékařů ve Velké Británii je k jejich používání přinejmenším tolerantních a někteří je mohou doporučit.
Alternativní léčba se naopak používá místo běžné léčby. Mezi nejoblíbenější alternativní způsoby léčby rakoviny patří restriktivní diety, intervence v oblasti mysli a těla, bioelektromagnetika, doplňky stravy a byliny. Obliba a rozšířenost různých způsobů léčby se v jednotlivých regionech značně liší. Cancer Research UK varuje, že alternativní způsoby léčby mohou interagovat s konvenční léčbou, mohou zvyšovat vedlejší účinky léků a mohou lidem dávat falešnou naději.

## Prevalence
Údaje z průzkumů o tom, kolik pacientů s rakovinou využívá alternativní nebo doplňkovou léčbu, se v jednotlivých zemích i regionech různí. Studie publikovaná v roce 2000 v časopise European Journal of Cancer vyhodnotila vzorek 1023 žen z britského onkologického registru trpících rakovinou prsu a zjistila, že 22,4 % z nich se v předchozích dvanácti měsících poradilo s odborníkem na doplňkové terapie. Studie dospěla k závěru, že pacientky za tato opatření utratily mnoho tisíc liber a že využívání „praktiků komplementárních terapií po stanovení diagnózy je významným a pravděpodobně rostoucím jevem“.
V Austrálii jedna studie uvádí, že 46 % dětí trpících rakovinou bylo léčeno alespoň jednou netradiční terapií. Dalších 40 % osob jakéhokoli věku, kterým byla poskytnuta paliativní péče, vyzkoušelo alespoň jednu takovou terapii. Bylo zjištěno, že mezi nejoblíbenější alternativní způsoby léčby rakoviny patří dietní terapie, antioxidanty, vysoké dávky vitaminů a bylinná terapie.
Využívání nekonvenčních způsobů léčby rakoviny ve Spojených státech ovlivnilo Národní centrum pro komplementární a alternativní medicínu (NCCAM) americké federální vlády, původně známé jako Úřad pro alternativní medicínu (OAM), který byl zřízen v roce 1992 jako doplněk Národního institutu zdraví (NIH) Kongresem USA. Konkrétně Úřad pro komplementární a alternativní medicínu NIC sponzoruje granty na pseudovědecký výzkum rakoviny v hodnotě více než 105 milionů dolarů ročně. Více než třicet amerických lékařských fakult nabízí obecné kurzy alternativní medicíny, mimo jiné univerzitní systémy Georgetown, Columbia a Harvard.

## Lidé, kteří volí alternativní léčbu
Lidé se k alternativní léčbě uchylují z mnoha důvodů, včetně nedůvěry k lékařům a nedostatku schválených možností léčby. Pacienty s nevyléčitelnými stavy „zoufalství žene do rukou kohokoli se slibem a úsměvem“. Podvodníci již dlouho využívají domnělého nedostatku možností pacientů, aby z nich vylákali platby za neúčinnou a dokonce škodlivou léčbu.
Žádné důkazy nenasvědčují tomu, že by využívání alternativní léčby zvyšovalo šanci na přežití. Retrospektivní observační studie z roku 2017 naznačila, že lidé, kteří si místo konvenční léčby zvolili alternativní medicínu, měli více než dvakrát vyšší pravděpodobnost, že do pěti let od diagnózy zemřou. Pacienti s rakovinou prsu, kteří si zvolili alternativní medicínu, měli 5,68krát vyšší pravděpodobnost, že do pěti let od diagnózy zemřou.
V průzkumu mezi americkými pacienty s rakovinou měli lidé z baby boomu větší pravděpodobnost, že budou podporovat doplňkovou a alternativní léčbu, než lidé ze starší generace. Běloši, ženy a vysokoškolsky vzdělaní pacienti, kterým byla diagnóza stanovena před více než rokem, častěji než ostatní uváděli příznivý dojem z alespoň některých přínosů doplňkové a alternativní léčby.

## Neověřené a vyvrácené způsoby léčby
K léčbě nebo prevenci rakoviny bylo bez důkazů propagováno mnoho druhů terapií. V mnoha případech důkazy naznačují, že léčba nefunguje. Na rozdíl od uznávaných způsobů léčby rakoviny jsou neprokázané a vyvrácené způsoby léčby lékařskou komunitou obecně ignorovány nebo se jim tato vyhýbá.

Navzdory tomu jsou mnohé z těchto terapií nadále propagovány jako účinné, zejména propagátory alternativní medicíny. Vědci tuto praxi považují za šarlatánství a někteří z těch, kteří se jí zabývají, byli vyšetřováni a stíháni orgány veřejného zdraví, jako je americká Federální obchodní komise, mexický Sekretariát pro zdraví a kanadský Úřad pro hospodářskou soutěž. Ve Spojeném království je podle zákona o rakovině neoprávněná propagace léčby rakoviny trestným činem.
V roce 2008 zakročila Federální obchodní komise Spojených států amerických proti některým společnostem, které uváděly nepodložená tvrzení, že jejich výrobky, z nichž některé obsahovaly vysoce toxické chemické látky, mohou léčit rakovinu. Mezi cílové společnosti patřily Omega Supply, Native Essence Herb Company, Daniel Chapter One, Gemtronics, Herbs for Cancer, Nu-Gen Nutrition, Westberry Enterprises, Jim Clark's All Natural Cancer Therapy, Bioque Technologies, Cleansing Time Pro a Premium-essiac-tea-4less.

## Oblasti výzkumu

### Specifické metody
- Kurkumin je součástí kurkumy. Probíhá předběžný výzkum jejího léčebného potenciálu, ale podle Cancer Research UK žádná renomovaná organizace nepodporuje tvrzení, že dokáže „vyléčit“ rakovinu.[24]
- Psilocybin je psychedelická sloučenina, která se vyskytuje ve více než 100 druzích hub.[25] Tři malé studie prokázaly, že při jeho užívání dochází ke snížení psychických potíží souvisejících s rakovinou, včetně úzkosti a deprese.[25]
- HuaChanSu, tradiční čínský lék získávaný ze sekretu parotoidních žláz ropuch rodu Bufo.[26][27]
- Léčebné konopí (na „povzbuzení chuti k jídlu“ a „bolest“).[28][29]
- Selen

### Úleva od bolesti
Většina studií doplňkové a alternativní medicíny v léčbě bolesti při rakovině je z hlediska vědeckých důkazů málo kvalitní.
- Studie masážní terapie přinesly smíšené výsledky, ale celkově ukazují určitý dočasný přínos pro snížení bolesti, úzkosti a deprese, a velmi nízké riziko újmy, pokud pacient není ohrožen krvácivými poruchami.[30][31]
- Existují slabé důkazy o mírném přínosu hypnózy, podpůrné psychoterapie a kognitivní terapie.
- Výsledky o Reiki a dotykové terapii byly neprůkazné.
- Nejvíce studovaná léčba, akupunktura, neprokázala žádný přínos jako doplňkové analgetikum při nádorové bolesti.
- Důkazy o muzikoterapii jsou nejednoznačné
- Někté bylinné intervence, jako je PC-SPES, jmelí a serenoa plazivá jsou pro některé pacienty s rakovinou toxické.
- Nejslibnější důkazy, i když stále slabé přináší biofeedback a relaxační techniky.[32]

## Příklady doplňkové terapie
Jak se uvádí ve vědecké literatuře, níže uvedená opatření jsou definována jako „doplňková“, protože jsou aplikována ve spojení s hlavními protinádorovými opatřeními, jako je chemoterapie, na rozdíl od neúčinných terapií, které jsou považovány za „alternativní“, protože jsou nabízeny jako náhrada opatření hlavních.
- Účinky aromaterapie jsou nejasné, neexistuje žádný recenzovaný výzkum týkající se léčby rakoviny.[33]
- Psychoterapie může snížit úzkost a zlepšit kvalitu života a také umožnit zlepšení nálady pacientů.[14]
- Masážní terapie může dočasně snížit bolest.[32]
- O tom, že by konopí mělo příznivý vliv na prevenci nebo léčbu rakoviny neexistují žádné důkazy.[34]
- Hypnóza a meditace mohou zlepšit kvalitu života pacientů s rakovinou.[35]
- Muzikoterapie zmírňuje příznaky spojené s rakovinou tím, že pomáhá při poruchách nálady.[14]

## Alternativní teorie rakoviny
Některé alternativní způsoby léčby rakoviny jsou založeny na neprokázaných nebo vyvrácených teoriích o tom, jak rakovina v těle vzniká nebo se udržuje. Mezi nejčastější koncepty patří:

### Spojení mysli a těla
Podle tohoto výkladu vývoj rakoviny souvisí s duševním a emocionálním stavem člověka. Léčebné postupy založené na této myšlence jsou zásahy do mysli a těla. Zastánci této myšlenky tvrdí, že rakovina vzniká proto, že je člověk nešťastný nebo vystresovaný, nebo že pozitivní přístup může rakovinu vyléčit i poté, co vznikla. Typickým tvrzením je, že stres, hněv, strach nebo smutek oslabují imunitní systém, zatímco láska, odpuštění, sebedůvěra a štěstí způsobují zlepšení imunitního systému a tento zlepšený imunitní systém následně rakovinu zničí.

Toto přesvědčení, že obecné zvýšení aktivity imunitního systému zničí rakovinné buňky, není podloženo žádným vědeckým výzkumem. Ve skutečnosti mnoho druhů rakoviny vyžaduje podporu aktivního imunitního systému (zejména prostřednictvím zánětu), aby se vytvořilo nádorové mikroprostředí nezbytné pro růst nádoru.

### Toxinová teorie rakoviny
Podle této představy jsou metabolické procesy v těle zahlceny běžnými, každodenními vedlejšími produkty. Tyto vedlejší produkty, nazývané „toxiny“, se údajně hromadí v buňkách a způsobují rakovinu a další nemoci prostřednictvím procesu, který se někdy nazývá autointoxikace. Léčba podle tohoto přístupu je obvykle zaměřena na detoxikaci nebo očistu těla, například klystýry.

### Nízká aktivita imunitního systému
Toto tvrzení předpokládá, že kdyby byl imunitní systém těla dostatečně silný, zničil by „útočící“ nebo „cizí“ rakovinu. Bohužel většina rakovinných buněk si zachovává normální buněčné vlastnosti, takže se imunitnímu systému jeví jako normální součást těla. Rakovinné nádory také aktivně vyvolávají imunitní toleranci, která brání imunitnímu systému, aby na ně útočil.

### Epigenetická disregulace
Toto tvrzení využívá výzkum mechanismu epigenetiky k pochopení toho, jak mutace v epigenetickém mechanismu buněk změní vzorce acetylace histonů a vytvoří tak epigenetiku rakoviny. Zdá se, že poškození DNA je hlavní základní příčinou vzniku rakoviny. Pokud je oprava DNA nedostatečná, poškození DNA má tendenci se hromadit. Takové nadměrné poškození DNA může zvýšit počet mutačních chyb při replikaci DNA v důsledku syntézy translací náchylných k chybám. Nadměrné poškození DNA může také zvýšit epigenetické změny v důsledku chyb při opravě DNA. Takové mutace a epigenetické změny mohou vést ke vzniku rakoviny.[zdroj?]